# Medaille van de Orde van Sint-Hendrik

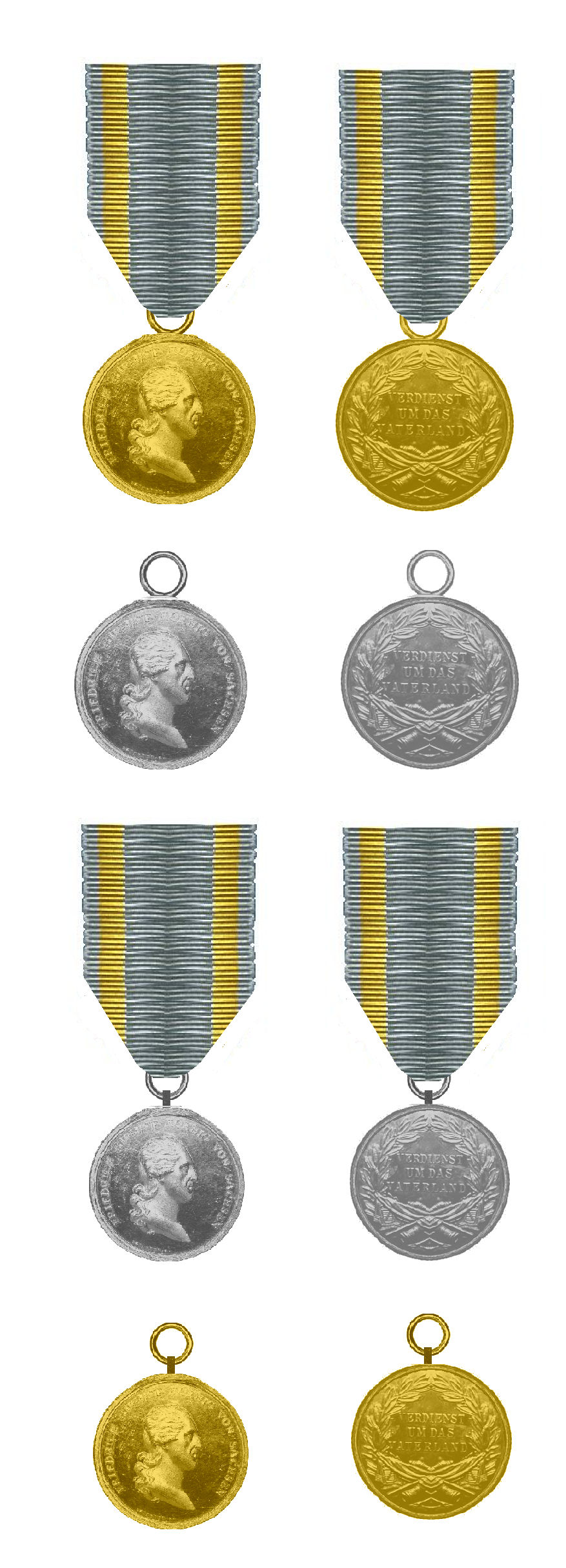
Medailles

De Medaille van de Orde van Sint-Hendrik (Duits: Militär St.-Heinrichs-Medaille) was een hoge onderscheiding van het Koninkrijk Saksen. De medaille werd op 17 maart 1796 door keurvorst Frederik August III van Saksen ingesteld en heeft in verschillende modellen en onder verschillende namen tot 1918 bestaan. Waar de Militaire Orde van Sint-Hendrik voor officieren was gereserveerd, konden de onderofficieren en manschappen de gouden of zilveren medaille ontvangen.
Op de voorzijde van de ronde medaille was de kop van de stichter afgebeeld met daaromheen het rondschrift FRIEDRICH AUGUST CHURFURST ZU SACHSEN. Na 1807 werd dat FRIEDRICH AUGUST KOENIG V. SACHSEN. Op de keerzijde stond de drieregelige opdracht VERDIENST UM DAS VATERLAND binnen een lauwerkrans en boven een trophee. De medaille werd aan een blauw lint met twee gouden biesen op de linkerborst gedragen.

## De Keurvorstelijke Militaire Medaille van Verdienste
Op 17 maart 1796 stichtte keurvorst Frederik August de Keurvorstelijk Militaire Medaille van Verdienste (Duits: "Kurfürstliche Militär-Verdienstmedaille"). De medailles met zijn portret waren al in 1792 geslagen.
Het rondschrift was FRIEDRICH – AUGUST – KURFÜRST – V. – SACHSEN -. Op de keerzijde stond - VERDIENST -/- UM DAS -/- VATERLAND
De opvallend grote medaille had een diameter van 41 millimeter en woog in zilver iets meer dan 29 gram. De even grote gouden medaille woog 42,546 gram. De stempelsnijder was Karl Wilhelm Höckner.De medaille zou in 1849 als Medaille van de Orde van St-Hendrik deel van de Militaire Orde van Sint-Hendrik gaan uitmaken. De dragers van deze gouden of zilveren medaille zouden de vierde graad van de orde vormen en daarmee ook daadwerkelijk lid van de orde zijn.
De bevestiging van het oog is bij de medailles van vóór 1849 bijzonder zwak. De medailles zijn vaak gebroken. De zuiver gouden medailles zijn van zacht metaal en worden zeker wanneer ze gedragen zijn pokdalig en bekrast.

## De Koninklijke Saksische Militaire Medaille van Verdienste
In 1806 werd Saksen een koninkrijk en keurvorst Frederik August III werd koning Frederik August I. Ook de instituten van de staat veranderden van naam. De medaille werd nu de "Militär-Verdienstmedaille".
Het rondschrift werd FRIEDRICH – AUGUST – KOENIG – V. – SACHSEN -. Op de keerzijde stond - VERDIENST -/- UM DAS -/- VATERLAND -.
Tussen 1812 en 1839 werden slechts 56 gouden medailles toegekend. Tussen 1827 en 1848 werden geen medailles van dit type gemunt.
De in 1812 geslagen nieuwe medailles van het derde model tonden de koning met een staart in het haar maar zonder strik. Het model werd tussen 1812 en 1840 uitgereikt. De medailles zijn uiterst zeldzaam. De kanselarij in Dresden was streng waar het om teruggave van medailles en ordetekens ging.

## De Medaille van Sint-Hendrik
De medaille zou na 23 december 1829 als Medaille van de Orde van St-Hendrik deel van de Militaire Orde van Sint-Hendrik gaan uitmaken. Koning Anton van Saksen veranderde de statuten van de medaille en de orde. De dragers van deze gouden of zilveren medaille zouden de vijfde graad van de orde vormen en daarmee ook daadwerkelijk lid van deze exclusieve militaire orde zijn. Ze werden in de oorlogen van 1848/49, 1864, 1870/71 en 1914/18 uitgereikt.
De Saksische koning Frederik August II liet de medailles in 1866 opnieuw snijden. De door Friedrich Ulbricht vervaardigde en door de Weense juweliersfirma Rothe&Neffe in goud, verguld zilver en zilver geslagen medailles waren met een diameter van 36 millimeter en een gewicht van 22 gram zilver kleiner dan de eerdere medailles en werden aan een kogelvormig oog gedragen.
In 1916 was het stempel voor de afslag versleten. Het nieuwe stempel was vrijwel identiek aan het oude. De Saksische regering bleef goud of verguld zilver gebruik en zag af van het gebruik van oorlogsmetaal zoals zink. Over de aantallen medailles is het volgende bekend.
- 1849 13 maal in zilver
- 1866 16 maal in goud en 261 maal in zilver
- 1871 77 maal in goud en 1108 maal in zilver
- 1914 - 1917 150 maal in goud (waarvan 53 maal in verguld zilver) en 8299 maal in zilver

De ridders en de dragers van de zilveren medaille ontvingen een ere-soldij. In 1936 werd deze soldij ook aan de dragers van de gouden medailles toegekend. Ook de Bondsrepubliek Duitsland heeft deze ere-soldij van 25 mark per jaar nog uitbetaald. De dragers hadden ook recht op militair eerbetoon en een militaire begrafenis.
In de nieuwe statuten was sprake van een beloning van "Ausgezeichnet Tapferer, mit Besonnenheit und ohne Tollkühnheit" succesvol uitgevoerde taak aan het front, De medailles konden bij uitzondering ook voor vergelijkbare daden achter de linies worden uitgereikt. De medailles werden eigendom van de gedecoreerde soldaat maar moesten na diens overlijden desondanks worden teruggestuurd naar de "Geheime Kriegskanzlei" in Dresden. De nabestaanden ontvingen 25 of 100 Taler schadevergoeding. Deze teruggaveplicht bestond tot 1945.
In 1959 werd in Bamberg het "Konvent der Königlich Sächsischen Militär St.Heinrichs Ritter und Medaillenträger" ingesteld.